# Adolf Knoll (Fußballspieler, 1924)
Adolf Knoll (* 30. November 1924; † 28. Juli 1999 in Herzogenaurach) war ein deutscher Fußballspieler. Der Abwehrspieler gewann mit dem 1. FC Nürnberg 1948 die erste deutsche Meisterschaft nach dem Zweiten Weltkrieg. Von 1945 bis 1958 absolvierte er für Nürnberg, SpVgg Fürth und Schwarz-Weiß Essen insgesamt 337 Spiele (1 Tor) in den Fußballoberligen Süd und West.

## Laufbahn

### Vereine, bis 1960
Unter Vermittlung seines Klassenkameraden in der Berufsschule, Max Morlock, fand „Adi“ Knoll im Jahr 1941 vom TSV St. Johannis den Weg in die Jugendabteilung des 1. FC Nürnberg. Der technisch beschlagene sowie zweikampf- und kopfballstarke Abwehrspieler debütierte in den Kriegsjahren unter Trainer Hans Schmidt in der Ersten des „Clubs“ und wird mit 18 Spielen in der Gauliga Bayern geführt. In der Saison 1942/43 gehört er zur Club-Elf, die mit 40:0 Punkten die Meisterschaft im Gau Nordbayern erringen konnte und sich damit für die Endrundenspiele um die deutsche Meisterschaft qualifizierte. Am 2. Mai 1943 bestritt Knoll sein erstes Spiel in der Endrunde, verlor aber mit seinen Mannschaftskameraden Willi Billmann, Clemens Wientjes, Robert Gebhardt, Max Morlock und Helmut Herbolsheimer mit 1:3 Toren gegen den VfR Mannheim.
Nach einem kurzzeitigen Intermezzo beim 1. FC Bamberg in der Landesliga Bayern Ende des Jahres 1945/Anfang des Jahres 1946 errang er mit dem 1. FC Nürnberg 1947 und 1948 die Meisterschaft in der Oberliga Süd. In der ersten wieder ausgespielten deutschen Meisterschaft nach dem Zweiten Weltkrieg, 1948, setzte sich Nürnberg im Finale am 8. August vor 75.000 Zuschauern in Köln mit 2:1 Toren gegen die Walter-Elf vom 1. FC Kaiserslautern durch. Knoll bildete mit Hans Uebelein das Verteidigerpaar beim siebten Meistergewinn der Franken. Als 1950 aber nicht er, sondern Gunther Baumann den Zuschlag für die Pacht des Vereinsheimes erhalten hatte, verließ Knoll verärgert den Club und schloss sich dem Lokalrivalen SpVgg Fürth an.
Mit der Kleeblatt-Elf reichte es 1950/51 zur Vizemeisterschaft im Süden und zum Einzug in die Endrunde um die deutsche Meisterschaft. In allen sechs Gruppenspielen verteidigte er an der Seite von Herbert Erhardt für die Grün-Weißen vom Ronhof. Nach drei Runden mit 87 Oberligaeinsätzen für Fürth unterschrieb der gelernte Mechaniker in der Oberliga West bei Schwarz-Weiß Essen zur Runde 1953/54 einen neuen Vertrag. Für die Mannschaft vom Uhlenkrugstadion war er zwei Runden aktiv und kehrte im Sommer 1955, nach 53 weiteren Oberligaeinsätzen, in seine fränkische Heimat zurück und schnürte ab der Runde 1955/56 wieder seine Fußballstiefel für den 1. FC Nürnberg. Unter Trainer Franz Binder wurde er der Abwehrchef des „Club“ und spielte auf der Mittelläuferposition. Der 33-jährige Routinier führte zusammen mit Max Morlock die Elf von der Noris in der Saison 1956/57 zur Meisterschaft in Süddeutschland. Im Jahr der Fußballweltmeisterschaft 1958 in Schweden, reichte es zur Vizemeisterschaft und dem erneuten Endrundeneinzug. Insgesamt hat Knoll von 1943 bis 1958 in den Endrunden 15 Spiele absolviert. In der Runde 1958/59 übernahm Ferdinand Wenauer seine Rolle des Abwehrorganisators und Knoll bat nach 369 Spielen für den „Club“ um die Auflösung seines Vertrages.
Ab Oktober 1958 übte er das Amt des Spielertrainers beim ESV Ingolstadt in der Bayernliga Gruppe Süd aus. In der Saison 1959/60 war er in gleicher Mission beim 1. FC Passau tätig.

### Auswahlspieler, 1948 bis 1952
Der für seinen „klaren, weit tragenden Abschlag, sein Stellungsspiel, seinen schnellen Start zum Gegner“ gelobten Verteidiger, blieb zwar die Berufung in die A-Nationalmannschaft versagt, aber beim ersten offiziellen Spiel der B-Nationalmannschaft des DFB am 14. April 1951 in Karlsruhe gegen die Schweiz, stand er neben Erich Retter vom VfB Stuttgart in der deutschen Verteidigung. Die Farben des Regionalverband von Süddeutschland vertrat er in mehreren Spielen. Am 17. Oktober 1948 machte er sein erstes Repräsentativspiel gegen Norddeutschland, ehe mit der Berufung am 20. April 1952 im Spiel gegen Berlin nach sieben Einsätzen seine Auswahlberücksichtigungen endeten. Unter Bundestrainer Sepp Herberger hatte er vom 14. bis 19. November 1949 in Duisburg am ersten Nachkriegssichtungslehrgang zur Bildung der Nationalmannschaft teilgenommen.

### Trainer
Als Knoll in der Saison 1961/62 als Nachfolger von Árpád Medve das Traineramt beim SV Waldhof Mannheim in der Fußball-Oberliga Süd ausübte, mit dem er dann auch prompt abstieg, war dies seine ligenhöchste Tätigkeit. Bis in die 1970er-Jahre war er als Trainer danach im bayerischen Amateurbereich tätig, darunter beim SV Wesseling, SpVgg Büchenbach, ASV Nürnberg-Süd, 1. FC Herzogenaurach und FSV Gostenhof.